# 영호정
영호정(永護亭)은 전라남도 나주시 다도면 풍산리 212-1번지에 있는 건축물이다. 2013년 11월 11일 나주시의 향토문화유산 제34호로 지정되었다.

## 지정 사유
영호정은 중종때 남평현감으로 재임한 휴암 백인걸(1497~1579)이 학문을 진작시키기 위하여 사방에 설립한 4개의 학당 중 하나인 道川學堂(勤學堂)의 역사를 전승한 건물 중 유일하게 남아있는 건물이다. 학당의 설립과 운영에 대한 기록이 조선왕조실록 중종39년 2월 27일자에서 내용을 확인할 수 있다. 건립 당시 최홍 최엄등이 백록동 규약과 藍田鄕約에 의한 과정을 만들어 마을 풍속을 순화하고 많은 선비들이 공부하였다. 이후 여러차례 전란을 겪으면서 퇴락한 것을 1900년 도천학당의 한쪽 편액을 永護로 바꾸었다. 당시에는 정면4칸 측면2칸의 기와집과 초가집 두채 영호정 등 4개의 건물이 있었다.
1919년 영호정에서 유생 50여인이 모여 道川詩會를 결성 운영하고 야학을 운영하기도 하였다. 1977년 현재와 같은 모습으로 대폭 수리하여 현재에 이른다. 영호정은 나주지역 사설학당의 의미가 크고, 근대시기 및 해방공간 나주지역의 교육문화의 현장으로 의미가 크다.